# Ch. 1 Vs. 1
Ch. 1 Vs. 1 (stilizzazione di Chapter One Verse One) è l'album in studio di debutto della cantante britannica Cynthia Erivo, pubblicato il 17 settembre 2021 con etichetta Verve Records.

## Tracce
1. What in the World – 3:26
2. Alive – 3:32
3. Hero – 4:04
4. The Good – 3:29
5. Day Off – 3:20
6. A Window – 3:40
7. I Might Be in Love with You – 3:37
8. Sweet Sarah – 3:08
9. Tears – 4:10
10. You're Not Here – 5:14
11. Glowing Up – 3:52
12. Mama – 3:47